# Deuxième hôpital de Riga
Le deuxième hôpital de Riga (en letton : Rīgas 2. slimnīca) est un hôpital situé dans la banlieue de Zemgale à Rīga en Lettonie.

## Présentation
Le deuxième hôpital de Riga est un établissement médical spécialisé en traumatologie et orthopédie, situé au 1 rue Ęimnastikas, dans la banlieue de Zemgale.
L'hôpital a été fondé le 29 avril 1959.

## Structure
L'hôpital dispose d'un service d'admission et d'un centre de traumatologie, où une assistance médicale d'urgence en traumatologie est fournie 24 heures sur 24, de cinq services d'hospitalisation, d'un service de thérapie intensive et d'anesthésiologie, d'un service de radiologie diagnostique et d'un service de réadaptation fonctionnelle.
L'hôpital spécialisé compte plus de 300 employés. Environ 3 000 opérations sont réalisées chaque année. L'hôpital dispose de 105 lits, dont 40 de traumatologie, 36 d'orthopédie, 4 de thérapie intensive, 14 de soins, 8 de soins chroniques, 3 lits de rééducation subaiguë.

## Histoire
Le bâtiment principal de l'hôpital a été construit en 1911 sous le nom d'infirmerie de la ville de Riga (3ème).
À cette époque, l'actuelle clinique Paula Stradins de l'hôpital universitaire, était appelée 2ème hôpital de la ville de Riga. 
Après l'occupation soviétique de la Lettonie en 1941, une école de guerre y fut créée, pendant l'occupation allemande, c'était une maison pour les prisonniers de guerre, puis un hôpital de guerre y fonctionna pendant plusieurs années.
Après la création de clinique Paula Stradins en 1959, il reçut le nom de 2ème hôpital de la ville de Riga. En 2004, le 2e hôpital de Riga est devenu Rīgas pašvaldības SIA, et en 2016, il est devenu SIA "Rīgas 2. slimnīca".